# Nicolas de Damas
Nicolas de Damas est un historien et philosophe de langue grecque du Ier siècle av. J.-C. Né à Damas en Syrie, il devient le secrétaire, professeur et ami d'Hérode Ier.
Il est l'auteur d'une œuvre abondante et variée, dont seulement des fragments, d'ailleurs assez importants, se sont conservés directement, mais qui a surtout été beaucoup exploitée par des auteurs postérieurs, notamment Flavius Josèphe, qui s'en inspire directement dans ses Antiquités juives pour la période hérodienne et l'histoire de la Judée depuis la révolte des Maccabées.

## Éléments biographiques
Nicolas naît en 64 av. J.-C. dans une famille aisée, fils d'un certain Antipatros qui a fait fortune comme orateur, soit dans les écoles, soit dans les tribunaux. Il reçoit une brillante éducation dans les écoles grecques de Syrie. Il se met très jeune à écrire des tragédies et des comédies, avant de se tourner vers l'étude de la philosophie d'Aristote. Nous ne savons ni à quel moment, ni dans quelles circonstances il est mis en rapport avec Hérode Ier, devenu roi de Judée en 40 av. J.-C. par la faveur du triumvir Marc Antoine. Selon Sophrone de Jérusalem, il devient aussi précepteur des enfants du triumvir et de Cléopâtre (les jumeaux Alexandre Hélios et Cléopâtre Séléné, nés en 40 av. J.-C. ; peut-être Ptolémée Philadelphe, né en 36 av. J.-C.). Il quitte sûrement l'Égypte lors de sa conquête par Octave (qui devient l'empereur Auguste en 27 av. J.-C.) en 30 av. J.-C..
Entré au service d'Hérode Ier, amateur de philosophie, il devient un personnage important à la cour; il y introduit aussi son frère Ptolémée. En 14 av. J.-C., il est dépêché auprès de Marcus Vipsanius Agrippa (pressenti comme successeur potentiel de l'empereur Auguste), qu'il rencontre en Asie Mineure, afin de plaider la cause des Juifs vivant dans les cités hellénisées. Il le convainc d'abandonner son projet de taxation des citoyens d'Ilium.
Lorsque Hérode provoque le courroux d'Auguste en déclarant la guerre aux Nabatéens, Nicolas est envoyé à Rome pour apaiser l'empereur romain. Il est également mêlé aux drames qui ensanglantent le palais dans les dernières années du règne : c'est lui qui, au nom d'Hérode, accuse le propre fils du roi, Antipater, devant le gouverneur romain de Syrie, Quintilius Varus (qui exerce une tutelle sur le royaume de Judée).
Après la mort d'Hérode, en 4 av. J.-C., âgé de 60 ans, il se rend une nouvelle fois à Rome avec Archélaos, afin de convaincre l'empereur d'appuyer sa candidature à la succession de son père. On ne sait rien de la suite de sa vie: s'il est resté à Rome ou rentré en Orient, ni en quelle année il est mort.

## Œuvre
Nicolas de Damas est l'auteur des ouvrages suivants :
- une Histoire universelle en 114 livres, intitulée simplement Ίστορίαι, racontant l'histoire de l'humanité depuis les origines jusqu'au temps d'Auguste, et écrite sur la commande d'Hérode (Pour cet ouvrage, il s'est notamment inspiré de l'historien grec Éphore de Cumes. Nous en avons conservé un assez grand nombre d'extraits, venant tous des huit premiers livres et des cinquante derniers, et figurant dans les anthologies thématiques constituées à l'initiative de l'empereur byzantin Constantin VII Porphyrogénète[3]. La première partie est mentionnée dans le codex 189 de la Bibliothèque de Photius sous le titre Άσσυριακή Ίστορία.) ;
- une Vie d'Auguste (Βίος Καίσαρος), connue de nous par deux longs fragments: un récit de la jeunesse d'Octave publié en 1634 par le philologue Henri de Valois d'après un manuscrit ayant appartenu à Fabri de Peiresc (tiré de l'anthologie Sur les vertus et les vices de Constantin Porphyrogénète) ; un récit de la conjuration contre Jules César et des actions d'Octave dans la période suivante, publié en 1850 d'après un manuscrit de la bibliothèque de l'Escorial (tiré du recueil Sur les conjurations de Const. Porph.) ;
- une Autobiographie dont il reste six longs fragments : deux dans la Souda (dont un dans l'article sur l'orateur Antipatros, père de Nicolas, et un autre dans l'article sur Nicolas lui-même) ; quatre dans le manuscrit exploité par Henri de Valois, venant également du recueil Sur les vertus et les vices[4] ;
- un Recueil de traits de mœurs, compilation d'extraits d'autres auteurs sur des particularités curieuses des mœurs d'une cinquantaine de peuples, conservé à l'intérieur de l'Anthologie de Jean Stobée (objet du codex 189 de Photius, qui nous apprend que ce recueil était dédié au roi Hérode).

Les ouvrages philosophiques de Nicolas semblent avoir été assez nombreux, essentiellement des commentaires ou des paraphrases d'Aristote : Simplicios, dans son commentaire du Manuel d'Épictète, cite un traité Sur les belles actions; dans ses commentaires sur Aristote, il cite des traités Sur la philosophie d'Aristote, Sur les dieux, Sur la philosophie première et des paraphrases de la Métaphysique, du Traité du ciel et du Traité de l'âme. Diogène Laërce (X, 4) nomme Nicolas parmi les philosophes qui ont écrit contre Épicure.
Certains ont aussi attribué à Nicolas, sans certitude, un Traité sur les plantes en deux livres, De Plantis, conservé dans la collection des traités aristotéliciens.